# Cap Breton (ancienne circonscription fédérale)
Pour les articles homonymes, voir Cap-Breton (homonymie).
Cap Breton fut une circonscription électorale fédérale de Nouvelle-Écosse. La circonscription fut représentée de 1867 à 1904.
C'est l'Acte de l'Amérique du Nord britannique de 1867 qui créa la circonscription électorale de Cap Breton. À partir de 1872, la circonscription était représentée par deux députés. Abolie en 1903, la circonscription fut redistribuée parmi Cap-Breton-Sud et Cap-Breton-Victoria-Nord.

## Géographie
En 1867, la circonscription de Cap Breton comprenait:
- Le comté de Cap-Breton

## Députés
1. 1867-1872 — James McKeagney, Anti-confédéré
2. 1872-1878 — Newton LeGayet Mackay, Conservateur & William M. McDonald, Conservateur
3. 1878-1879 — Hugh McLeod, Libéral-conservateur
4. 1879¹-1882 — William McKenzie McLeod, Libéral-conservateur
5. 1882-1887 — Murray Dodd, Conservateur
6. 1884¹-1900 — Hector Francis McDougall, Libéral-conservateur
7. 1887-1895 — David MacKeen, Conservateur
8. 1896-1900 — Charles Tupper, Conservateur
9. 1900-1904 — Alexander Johnston, Libéral & Arthur Samuel Kendall, Libéral

- ¹ = Élections partielles